# Alan Wills
Alan James Wills (conocido como Al Wills; Frizington, 3 de agosto de 1981) es un deportista británico que compitió en tiro con arco, en la modalidad de arco recurvo. Ganó dos medallas en el Campeonato Mundial de Tiro con Arco al Aire Libre de 2007, plata por equipo y bronce en la prueba individual.

## Palmarés internacional
| Campeonato Mundial al Aire Libre | Campeonato Mundial al Aire Libre | Campeonato Mundial al Aire Libre | Campeonato Mundial al Aire Libre |
| Año                              | Lugar                            | Medalla                          | Prueba                           |
| -------------------------------- | -------------------------------- | -------------------------------- | -------------------------------- |
| 2007                             | Leipzig (Alemania)               | Medalla de plata                 | Equipo                           |
| 2007                             | Leipzig (Alemania)               | Medalla de bronce                | Individual                       |